# Wahlen 1839
◄◄ | ◄ | 1835 | 1836 | 1837 | 1838 | Wahlen 1839 | 1840 | 1841 | 1842 | ► | ►►

Weitere Ereignisse
Die Liste der Wahlen 1839 umfasst Parlamentswahlen, Präsidentschaftswahlen, Referenden und sonstige Abstimmungen auf nationaler und subnationaler Ebene, die im Jahr 1839 weltweit abgehalten wurden:
Das damalige Wahlrecht entsprach typischerweise nicht den Wahlrechtsgrundsätzen der direkten, geheimen und gleichen Wahl. Zeittypisch waren oft nur kleine Teile der Bevölkerung wahlberechtigt, ein Frauenwahlrecht war nicht gegeben.

## Termine
| Land                     | Datum               | Link zur Wahl 1839                         | Link zur letzten Wahl | Bemerkung |
| ------------------------ | ------------------- | ------------------------------------------ | --------------------- | --------- |
| Sachsen-Coburg und Gotha | bis Dezember        | Landtagswahl zum Coburger Landtag          | 1834                  |           |
| Bayern                   | 10. Okt. – 20. Nov. | Wahl zur Kammer der Abgeordneten in Bayern | 1830                  | [ 1 ]     |